# ランプレドット

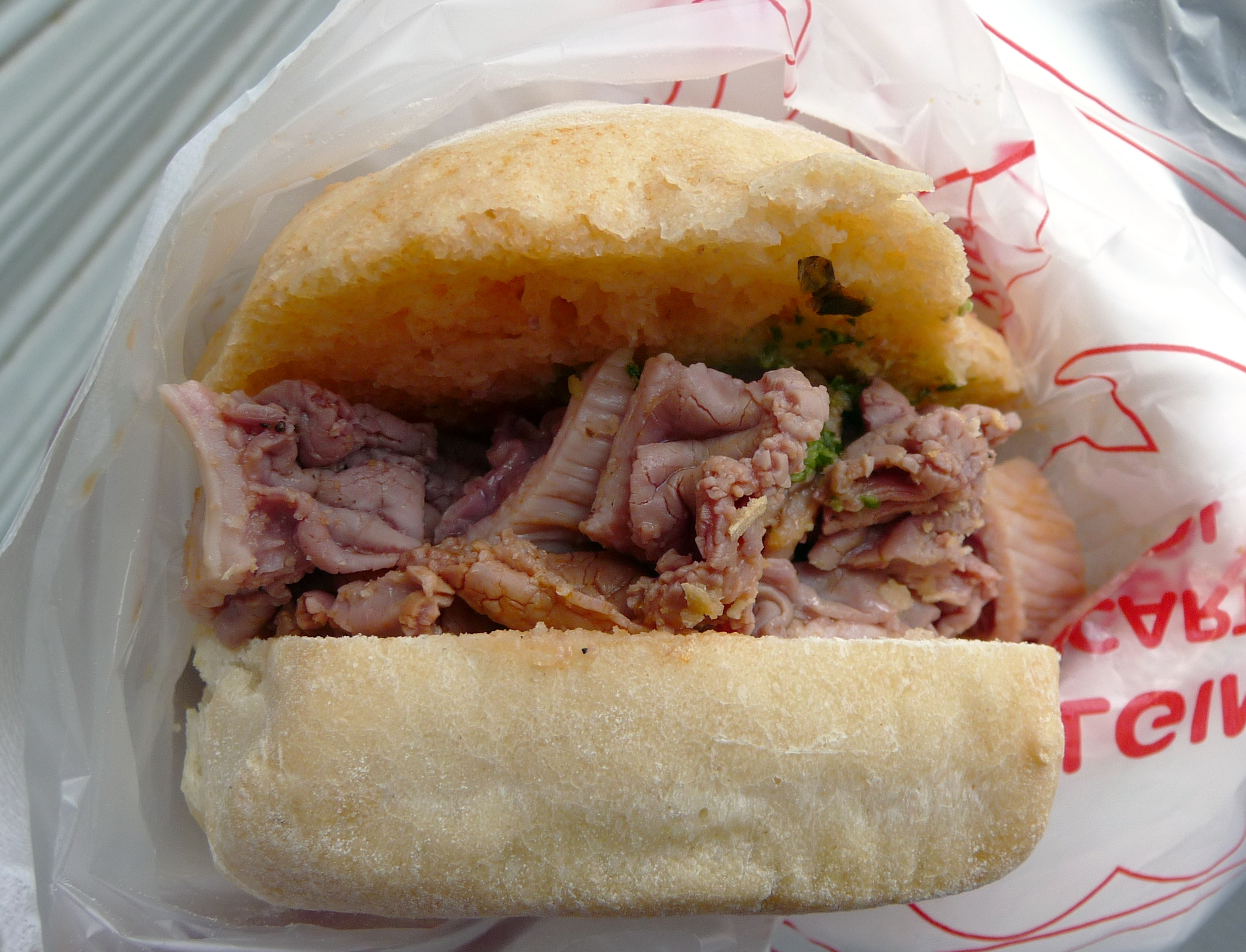
フィレンツェのランプレドットパニーノ

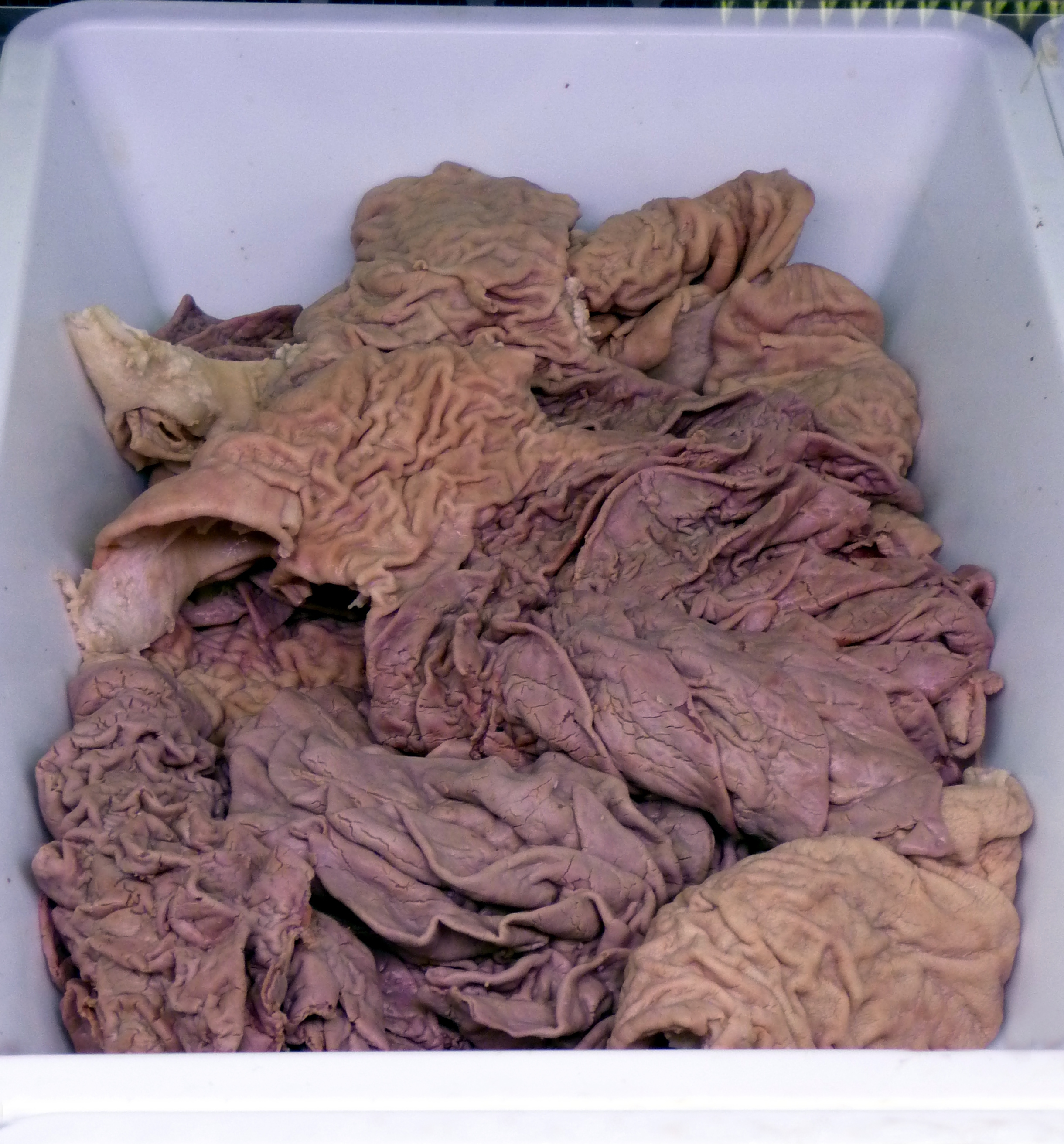
フィレンツェでは家庭向けに下茹でしたランプレドットが売られている

ランプレドット（イタリア語: Lampredotto）はイタリア・フィレンツェの伝統料理で、牛の第4胃をメインに、トマト、パセリ、セロリなどを塩コショウで煮込んだもの。仕上げの味付けにはサルサソースなどが使われる。ランプレドットは牛の第4胃を呼ぶ名でもある。
そのまま食べることもあるが、パニーノ（サンドイッチ）の具とすることも多い。パンは無塩で作られたトスカーナパンが使われる。
フィレンツェではランプレドットの他に、牛の第2胃を煮込んだトリッパもよく食べられる。